# Vukašin Dobrašinović
Vukašin Dobrašinović, kyrillisch: Вукашин Добрашиновић, (* 15. Juli 1964 in Ivangrad) ist ein ehemaliger jugoslawischer Boxer. Er war 1988 Olympiateilnehmer und 1989 Bronzemedaillengewinner bei der Weltmeisterschaft.

## Boxkarriere
Dobrašinović war während seiner Wettkampfkarriere rund 1,69 m groß und boxte für Ivangrad, später für Radnički Belgrad. Er gewann mehrere jugoslawische Meisterschaften, darunter 1987 im Leichtgewicht, sowie 1988 und 1989 im Halbweltergewicht.
1987 gewann er im Halbweltergewicht die Mittelmeerspiele in Latakia und nahm am Weltcup desselben Jahres in Belgrad teil, wo er erst im Viertelfinale knapp mit 2:3 Richterstimmen gegen Orsubek Nasarow verlor.
1988 nahm er im Halbweltergewicht an den 24. Olympischen Sommerspielen in Seoul teil, wo er Borislaw Abadschiew aus Bulgarien 3:2 besiegte, jedoch anschließend gegen Adrian Carew aus Guyana 1:4 ausschied. Bei den Europameisterschaften 1989 in Athen, schied er im Viertelfinale gegen Christo Furnigow aus Bulgarien (1:4) aus.
Im Halbweltergewicht startete er noch 1989 bei den 5. Weltmeisterschaften in Moskau. Nach einem Freilos in der ersten Vorrunde und anschließenden Siegen gegen Sergio Rey aus Spanien (28:14) und Markku Narkiniemi aus Schweden (25:7), unterlag er erst im Halbfinale gegen Igor Ruschnikow aus der Sowjetunion (3:16). Er stieg somit mit einer Bronzemedaille aus der WM aus.  
Ein weiterer internationaler Erfolg gelang ihm 1991 bei den Europameisterschaften in Göteborg, als er im Halbweltergewicht eine Bronzemedaille erkämpfen konnte. Er schlug dabei Dariusz Czernij aus Polen, Pavel Dostál aus Tschechien und diesmal auch Christo Furnigow aus Bulgarien, ehe er sich im Halbfinale gegen Kostya Tszyu geschlagen geben musste.
Die 6. Weltmeisterschaften in Sydney beendete er medaillenlos, nachdem er im Viertelfinale gegen Moses James aus Nigeria 12:15 nach Punkten unterlegen war. 
Ein Versuch sich für die Olympischen Sommerspiele 1992 zu qualifizieren, scheiterte bei den europäischen Ausscheidungskämpfen in San Pellegrino Terme. Nach Siegen gegen Kenan Öner aus der Türkei und Peter Claesson aus Schweden, verlor er gegen Jyri Kjäll aus Finnland knapp mit 10:11. Einen letzten internationalen Auftritt bestritt er 1993 bei den 7. Weltmeisterschaften in Tampere, wo er bereits im ersten Kampf gegen Nurhan Süleymanoğlu unterlag.
Ende 1995 startete er eine Karriere als Profiboxer, blieb jedoch erfolglos. Beim Kampf um die Jugoslawische Meisterschaft im Halbweltergewicht 1996, verlor er zweimal gegen Zoran Šekularac. Sein bedeutendster Sieg gelang ihm am 29. Juni 1996 durch K. o. in der fünften Runde gegen den späteren Bulgarischen Meister Ivo Golakow. In seinem letzten Kampf im August 1997, verlor er durch K. o. in der dritten Runde gegen Sandro Casamonica, dem späteren WM-Herausforderer von Artur Grigorian.